# Con-Dom
Con-Dom ist ein 1983 gegründetes Power-Electronics-Projekt.

## Geschichte
Am 1. August 1983 gründete Mike Dando das Projekt Con-Dom nachdem er ein Jahr für das Fanzine Spontaneous Human Combustion / Death Magazine 52 geschrieben hatte. Die Zeit als Schreiber des Fanzines diente ihm als Einführung in den Industrial, in die Extreme des Klangs, der Vision, der Konzeption, des Denkens und Handelns. Er nannte diese Beschäftigung mit dem Genre „eine Erweckung“ seines Potentials.
Das Bühnendebüt gab Con-Dom am 13. September 1983 in Wolverhampton. Mit den ersten Konzerten und dem diese zum Teil dokumentierenden Debütalbum Live Assault 1 / Live Assault 4 gilt Con-Dom mit als Mitinitiator des Power Electronics. Es folgte eine Reihe weiterer Alben, jedoch galt Con-Dom fortwährend als Projekt dessen Intensität erst Live richtig zur Geltung gelang. Konstant bis zum Jahr 2016 aktiv entwickelte sich Con-Dom von einer der konstitutiven Keimzellen des Genres „zu einer der tragenden Säulen und stilbildenden Kräfte des Power-Electronics-Sektors schlechthin“. Als finales Album gilt das über Tesco Organisation How Welcome Is Death to I Who Have Nothing More to Do but Die, mit dem Dando das sich über achtzehn Monate ziehende Sterben seiner Mutter dokumentierte und verarbeitete.
Seither gilt Con-Dom als inaktiv, allerdings verstrichen zwischen How Welcome Is Death to I Who Have Nothing More to Do but Die und dem zuvor als letzte Album-Veröffentlichung geltenden Colour of a Man’s Skin fünfzehn Jahre und Dando gab keine Auflösung bekannt.

## Inhalt
Con-Dom nutzt meist, wie weitere Interpreten des Genres, radikale Schockmethoden, so auf Vergewaltigung, Mord und den Nationalsozialismus. Der Name Con-Dom verwies direkt auf den konzeptionell Tenor des Projektes. Das als Namen gewählte Kürzel Con-Dom steht dabei für Control-Domination (englisch Kontrolle-Herrschaft).

„Con-Dom, bedeutet Kontrolle-Herrschaft, das ist das Thema: Kontrolle, Beherrschung, Manipulation, Organisation … Die Kräfte der Kontrolle haben das Sagen - Massenkultur, Massenmedien, Massenmentalitäten. Das Individuum klammert sich an das Sterbebett. Selbsterlösung ist die einzige Hoffnung. Freiheit ist erreichbar.“

Dando sah dabei den Mensch in der modernen Gesellschaft als von äußeren Mächten wie Staat und Religion manipuliert. Der grundlegende inhaltliche Ansatz beinhaltete Konfrontation als Erziehung. Die Themen Gewalt, Schmerz, Angst und Hass seien die Methoden der Kontrolle, die es zu reproduzieren gälte um sich ihrer bewusst zu werden. Das Konzept funktioniere derweil als multimediale Operation zwischen Musik, Kunst und Schauspiel die sich umfassend nur in einem Liveerlebnis erfahren lasse.
In der radikal repetitiven Aneinanderreihung vermeintlich schockierender Inhalte vor dem kleinen und daran gewöhnten Publikum des Power Electronics löste sich die Frage nach der Authentizität und damit nach der affirmativen Darbietung allerdings. Hinzukommend bestanden enge Kooperationen zu dem ebenfalls oft als rechtsextrem rezipierten Projekt The Grey Wolves. Selbst in dieser Konstellation als rechtsextrem oder dem Rechtsextremismus offen gegenüber rezipiert wurde Con-Dom insbesondere für die gewählten Inhalte und Themen bekannt.

## Stil
Die Musik von Con-Dom gilt überwiegend als typischer Power Electronics, aus Lautstärke und „brachialem Lärm“ mit teils extremen Rhythmen ohne eindeutig nachvollziehbare Struktur, auch als „amorphes Gewummer und Gefiepe“ beschrieben, verzerrtem Brüll- und Schreigesang sowie thematisch eingearbeiteten Samples. Hinzukommend nutzt Dando Field Recording und Sprechpassagen. Dabei „webt Dando neue Sounds“ in den Gesamtklang und  „bricht seine eigens geschaffenen Strukturen“.

„Bewegung trifft auf Statik – filigrane Zerstörung. Im 17-Minuten-Epos „Confession Of Faith“ kommt dies besonders zum tragen, Großstadtlärm wird hier mit Klassiksamples, einer Predigt Dandos und immer wieder neuen Versatzstücken zusammengebracht. […] Presslufthammer-Samples, Metall-Percussions und verzerrte Schreie – Powerelectronics at its best.“

## Diskografie (Auswahl)
Albumveröffentlichungen
- 1984: Live Assault 1 / Live Assault 4 (Control Domination)
- 1984: Calling All Aryans (Control Domination)
- 1985: Dragged into the Gutter (Control Domination)
- 1986: Even More Racial Hatred (Zeal SS)
- 1989: All In Good Faith (Control Domination)
- 1990: Live Faith (Sounds for Consciousness Rape)
- 1991: The Eighth Pillar (A Confession of Faith) (Sounds for Consciousness Rape)
- 1996: Subjection (BloodLust!)
- 1996: The Beautiful (BloodLust!)
- 1999: Control Domination (Armed & Loaded Recordings)
- 2001: Colour of a Man’s Skin (Control Domination, Tesco Organisation)
- 2016: How Welcome Is Death to I Who Have Nothing More to Do But Die (Tesco Organisation)

Split-Veröffentlichungen
- 1986: Dominance (Mit Vict/Or-Im, V)
- 1987: Have Faith (Mit Nails of Christ und AMK, Broken Flag)
- 1987: Waffensystem A (Mit Victor, Viktim und H64, Broken Flag)
- 1989: Enraptured Violence (Mit The Haters, Control Domination)
- 1995: Scorched Earth Policy (Mit Militia, Old Europa Café)
- 1996: Perversion at All Costs (Mit Taint und Smell & Quim, Red Stream)
- 1998: Holy Communion (Mit The Grey Wolves, Nuit Et Brouillard)